# Lord Lambourne
Lord Lambourne es una variedad cultivar de manzano (Malus domestica).
Criado en 1907 por los viveristas "Laxton Bros. Ltd." en Bedford, Inglaterra e introducido por ellos en 1923. Recibió la "Bunyard Cup" de la Royal Horticultural Society en 1921 y un Premio al Mérito en 1923. Las frutas tienen una carne jugosa de textura ligeramente gruesa con Un dulce y buen sabor aromático.

## Historia
'Lord Lambourne' es una variedad de manzana, perteneciente a una serie de manzanas desarrolladas por "Laxton Brothers Nursery" en Bedforsdshire (Reino Unido) hasta principios de 1900. Está nombrada en honor del presidente de la Royal Horticultural Society en 1923, es el resultado de un cruce entre James Grieve x Worcester Pearmain. Introducido en 1923.
'Lord Lambourne' se cultiva en la National Fruit Collection con el número de accesión: 1979-173 y Accession name: Lord Lambourne.

## Características

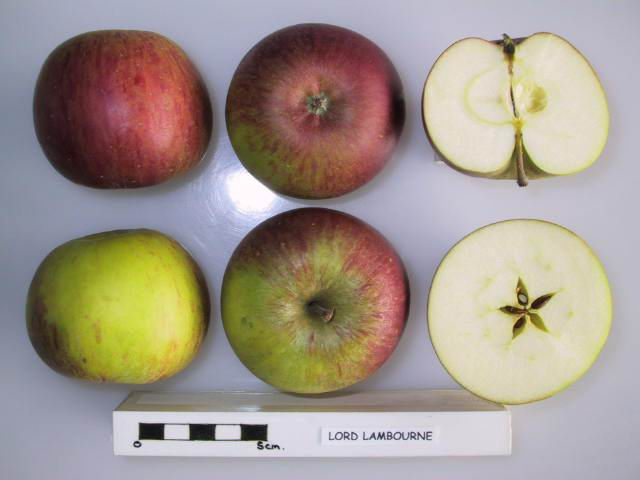
La manzana 'Lord Lambourne' seccionada.

'Lord Lambourne'  tiene un tiempo de floración que comienza a partir del 2 de mayo con el 10% de floración, para el 8 de mayo tiene una floración completa (80%), y para el 15 de mayo tiene un 90% caída de pétalos.
'Lord Lambourne' tiene frutos de tamaño medio, con forma amplio cónico globosa, con una altura de 56,04 mm, y con una anchura de 68,47 mm; con nervaduras débiles, corona débil; color de fondo verde amarillo, sobre color naranja, con cantidad de color superior medio, con un sobre patrón de color rayado, "russeting" (pardeamiento áspero superficial que presentan algunas variedades) muy bajo; manchas rojizas, así como algunas redes rojizas alrededor del tallo; pedúnculo corto y delgado, colocado en una cavidad ancha y algo profunda, forrada de color rojizo; epidermis es gruesa y tiende a sentirse grasosa cuando está madura y almacenada; se desarrolla una sensación grasa en la piel en la madurez. La carne es de color blanco cremoso, algo gruesa, crujiente, muy jugosa y agradablemente agria. El sabor distintivo a fresa y pera recuerda a la variedad 'Cox's Orange Pippin', que se cree que es uno de los padres de 'Worcester Pearmain' del que deriva esta variedad. Brix: 13;
Acidez: 67.5
Su época de maduración y recogida a partir de mediados de septiembre. Se mantiene en fresca durante un mes.
'Lord Lambourne' es el Parental-Madre de las variedades de manzanas :
- Prince Charles
- Rubin
- Karmen
- Zlatava

'Lord Lambourne' es el Parental-Padre de las variedades de manzanas :
- Birgit Bonnier

'Lord Lambourne' ha dado lugar a los Desportes de las variedades de manzanas :
- Lady Lambourne
- Russet Lambourne[4]

## Usos
Un fruto excelente como postre de manzana de mesa fresca y también para la producción de jugo.

## Ploidismo
Diploide parcialmente autofértil; necesita polinizador adecuado. Grupo de polinización C. Día 8.